# هوب هيكس
هوب شارلوت هيكس (بالإنجليزية: Hope Charlotte Hicks)‏(مواليد 21 أكتوبر 1988)، هي مديرة تنفيذية في مجال العلاقات العامة ومستشارة سياسية أمريكية، عملت في إدارة الرئيس دونالد ترامب خلال فترتين: من 2017 إلى 2018 ومن 2020 إلى 2021. شغلت منصب مديرة الاتصالات الاستراتيجية للبيت الأبيض من يناير إلى سبتمبر 2017، ثم مديرة الاتصالات في البيت الأبيض من 2017 إلى 2018، وعادت للعمل كمستشارة للرئيس من 2020 إلى 2021.
بدأت هيكس مسيرتها كعارضة أزياء في سن المراهقة قبل أن تتبع خطى والدها في مجال الإعلام والاتصالات. انضمت إلى منظمة ترامب بعد تخرجها من الجامعة وعملها لبضع سنوات في العلاقات العامة. من هناك، أصبحت السكرتيرة الصحفية ومديرة الاتصالات المبكرة لحملة ترامب الرئاسية لعام 2016، ثم شغلت منصب السكرتيرة الصحفية الوطنية لفريق الانتقال الرئاسي قبل انضمامها إلى إدارة ترامب. وعندما استقالت من الإدارة في مارس 2018، كانت أطول مساعد سياسي خدم إلى جانب ترامب.
شغلت هيكس بعد استقالتها منصب كبيرة مسؤولي الاتصالات ونائبة الرئيس التنفيذي لشركة "فوكس كوربوريشن". عادت إلى البيت الأبيض كمستشارة للرئيس ترامب في مارس 2020 قبل أن تغادر بشكل نهائي في 13 يناير 2021.

## وصلات خارجية
- هوب هيكس على موقع IMDb (الإنجليزية)

- Hicks مرات الظهور على سي-سبان